# Bitka pri Jutlandiji
Bitka pri Jutlandiji (nemško Skagerrakschlacht, angleško Battle of Jutland) je bila največja pomorska bitka prve svetovne vojne. Po nekaterih ocenah naj bi bila tudi največja pomorska bitka v človeški zgodovini. Udeleženca spopada sta bila britansko ladjevje pod poveljstvom admirala Johna Jellicoeja in nemško ladjevje pod poveljstvom viceadmirala Reinharda Scheera. Do spopada obeh flot je prišlo med 31. majem in 1. junijem 1916 v Severnem morju blizu polotoka Jutlandija na Danskem. S tem spopadom je nemška mornarica želela v eni sami veliki bitki uničiti večino britanskega ladjevja in tako prekiniti pomorsko blokado Nemčije. Po dvodnevnih bojih so Britanci izgubili štirinajst ladij, Nemci pa enajst. Zmago sta si lastili obe strani, čeprav je bil izid bitke neodločen, saj Nemcem ni uspelo prekiniti pomorske blokade, Britanci pa niso uničili nemškega ladjevja, ki se je po bitki zateklo v svoja oporišča in tam ostalo do konca vojne. Zaradi velikih izgub na obeh straneh sta se mornarici do konca vojne izogibali večjim spopadom, kot odgovor na britansko blokado pa Nemci začeli izvajati neomejeno podmorniško vojno.

## Vojaško-politične razmere pred bitko pri Jutlandiji
Kljub temu da si je Nemčija pred vojno zelo prizadevala zgraditi močno ladjevje, ki bi bilo konkurenčno britanski Grand Fleet, je bilo v prvi polovici vojne zelo neaktivno. Nemško ladjevje je obstreljevalo britanska obalna mesta (Hartlepool, Whitby, Scarborough), prišlo pa je tudi do pomorskega spopada pri Doggerski plitvini (januar 1915), kjer so bili Nemci sicer poraženi, a nobena stran si ni priborila odločilne prednosti.
Velika Britanija je ves čas vojne izvajala pomorsko blokado, glavnina nemškega ladjevja pa je bila ves čas zasidrana v pristaniščih. Do tedaj je kazalo le, da si nobena stran ne želi odločilnega obračuna na morju, ki bi ob morebitnem porazu lahko usodno vplival na nadaljnji potek vojne.
Do spremembe razmišljanja v nemški mornarici je prišlo s spremembo vodstva. Februarja 1916 so preveč neodločnega in pasivnega admirala Huga von Pohla odstavili s položaja poveljnika nemškega globokomorskega ladjevja, in na njegovo mesto postavili viceadmirala Reinharda Scheerja. Scheer je ugotovil, da za preboj ekonomske blokade nemško globokomorsko ladjevje ni dovolj močno, zato je bil močan podpornik nadaljevanja neomejene podmorniške vojne proti Veliki Britaniji (ta je bila prekinjena 18. septembra 1915, predvsem zaradi ameriškega protesta pri potopitvi Lusitanije, in nekaterih drugih potniških parnikov).
Takšna drzna poteza pa bi lahko imelo za Nemčijo usodne posledice, saj bi lahko s tem v vojno pritegnili do tedaj še nevtralne ZDA. Zato je Nemčija 29. februarja 1916 nadaljevala neomejeno podmorniško vojno samo proti oboroženim ladjam, ki so jih napadali brez vnaprejšnjega opozorila. 24. marca 1916 je nemška podmornica U29 potopila britanski parnik Sussex, na katerem je bilo veliko ameriških državljanov. ZDA so nad tako akcijo odločno protestirale.
Nemški kancler Bethmann-Hollweg je zato 24. aprila 1916 prisilil admiraliteto v ponovno spoštovanje pravil pomorskega prava. Bal se je namreč, da bi bile nadaljnje podmorniške akcije lahko povod za vstop ZDA v vojno.
Taka odločitev je v mornarici izzvala ogorčenje, viceadmiral Scheer pa je vse podmornice odpoklical s svojih bojnih položajev v Atlantiku (na območju Sredozemlja so podmornice delovale naprej, ker tam ni bilo bojazni da bi bile napadene ameriške ladje). Takšno stanje je trajalo vse do oktobra 1916.
Ker je bila podmorniška ofenziva ustavljena, je bilo treba najti druge načine, kako močno britansko ladjevje prisiliti k večji aktivnosti na morju. Nemci so začeli nanje izvajati pritisk. Okrepili izvidniške akcije podmornic, s cepelini pa bombardirali obalna mesta. 25. aprila 1916 pa je nemška eskadra križark obstreljevala angleški pristanišči Yarmouth in Lowesroft. Vse te akcije so v britanski javnosti izzvale ogorčenje, in britanska admiraliteta je bila prisiljena okrepiti svojo dejavnost na morju, da bi v prihodnje preprečevali takšne nemške akcije.

## Stanje pomorskih sil pred bitko pri Jutlandiji
Poveljnik nemškega globokomorskega ladjevja je bil viceadmiral Reinhard Scheer, poveljnik bojnih križark pa viceadmiral Franz von Hipper. Nemške pomorske sile je skupaj sestavljalo 16 bojnih ladij, 5 bojnih križark, 6 oklepnic, 11 lahkih križark in 61 torpednih čolnov.
Poveljnik britanskega ladjevja je bil admiral Sir John Jellicoe, poveljnik skupin bojnih križark pa viceadmiral Sir David Beatty. Britansko ladjevje je skupaj sestavljalo 28 bojnih ladij, 9 bojnih križark, 8 oklepnih križark, 26 lahkih križark in 79 rušilcev.
Britansko ladjevje je imelo odločilno premoč v vseh kategorijah ladij, še posebej v številu težkih topov. So pa imeli Nemci bolje grajene in močneje oklepljene ladje kot Britanci, kar se je pokazalo tako v bitki pri Doggerski plitvini, še bolj pa v bitki pri Jutlandiji, kjer so zdržale precej več zadetkov in jih je bilo veliko težje potopiti. Prav tako v mornaricah tem času še ni prišlo do širše uporabe letal v izvidniške namene, tako da so morale izvidništvo še vedno opravljati križarke, in druge manjše ter hitrejše ladje. To je imelo za posledico manj natančne izvidniške podatke.

## Potek pomorske bitke pri Jutlandiji

### Razporeditev sil
31. maja 1916 ob tretji uri zjutraj je nemško globokomorsko ladjevje pod vodstvom viceadmirala Scheera (skupno 22 bojnih ladij, od tega 6 oklepnic) izplulo iz nemškega pristanišča Wilhelmshaven proti Skagerraku, strateško pomembni morski ožini med Dansko in Švedsko. Izvidniško eskadro (5 bojnih križark in več manjših ladij) je vodil viceadmiral Hipper in je bila 50 morskih milj pred Nemško glavnino. Ladje so plule proti severu v pahljačasti formaciji.
Nemški načrt je bil, da z lahko eskadro nase navežejo del britanskega ladjevja, ki bi ga lahko potem s pomočjo glavnine v ozadju uničili, preden bi prišla glavnina britanske Grand Fleet. Vendar je britanska obveščevalna služba za nemški načrt izvedela dan prej.
30. maja 1916 ob 22:30 (več kot dve uri pred Nemci) je britanska flota že izplula proti Skagerraku. Manjša eskadra, sestavljena iz 4 bojnih ladij (kontraadmiral Evan-Thomas) ter 6 križark ter pod poveljstvom viceadmirala Beattya, je izplula iz zaliva Firth of Forth. Večina britanskega ladjevja (24 bojnih ladij, 3 bojne križarke) pod poveljstvom admirala Jellicoa pa je izplula iz pristanišča Scapa Flow. Britanski eskadri naj bi se srečali 90 morskih milj zahodno od Skagerraka. Vendar so tudi britanski obveščevalci storili napako, saj so napačno ocenili trenutek izplutja nemškega ladjevja. V trenutku ko naj bi po njihovo izplulo iz pristanišča (okrog 10 ure dopoldan), je bilo že več ur na morju. Zaradi te napake britanska flota v spopad ni vstopila enotno.
Istočasno nemške podmornice, ki so jih poslali na prežo pred britanska pristanišča, niso uspele locirati nobene večje aktivnosti britanskega ladjevja. Menili so, da so njihove ladje zasidrane v pristaniščih, v resnici pa je britansko ladjevje izplulo iz oporišč preden so podmornice prispele na svoje položaje. Nemci zato niso bili ustrezno obveščeni o britanskih namerah.
Ob 14:20 je prišlo do prvega kontakta med flotama. Obe floti sta skoraj istočasno opazili nevtralni danski parnik N. J. Fjord, in sta poslali proti njemu manjšo izvidnico lahkih križark. Kaj kmalu je prišlo do obstreljevanja med ladjami, vendar brez večje škode.
Malo po 15. uri popoldne je britanska izvidniška skupina prva opazila gost dim, ki se je dvigal in je pripadal nemški izvidniški eskadri (Hipper). Beattyeva eskadra bojnih križark se je takoj obrnila proti jugu, da bi napadla nemške ladje, obenem pa o tem manevru niso pravočasno obvestili bojne skupine kontraadmirala Evan-Thomasa, ki je še naprej plula po začrtani smeri (proti vzhodu). Ta manever je povzročil delno razbitje angleške eskadre, saj so močnejše, a počasnejše bojne ladje Evan-Thomasa ostale v ozadju. Istočasno je Hipper svojo eskadro obrnil proti JV da bi britanske ladje zvabil v past.

### Spopad bojnih križark
Nemške ladje so ob 15:45 na razdalji 15km odprle ogenj na britanske, in ta trenutek se šteje za začetek bitke pri Skagerraku. Obe eskadri sta pluli v stopničasti formaciji vzporedno proti jugu, Britanci na zahodni strani. Razdalja med flotama je bila manj kot 15km, Britanci pa so se Nemcem približevali. Britanci so v tej fazi imeli premoč, saj so imeli 6 bojnih križark, Nemci pa 5. V spopadu ki je sledil, se je pokazala dobra izurjenost nemških posadk, ter trdnost njihovih ladij, ki so kljubovale močnemu topništvu iz britanskih ladij. Nemci so že v prvih 10 minutah obstreljevanja večkrat zadeli kar 3 britanske ladje.
V obstreljevanju so Britanci storili še taktično napako, saj sta dve križarki napadli poveljniško ladjo Lützow, bojna križarka Derfflinger pa je lahko obstreljevala britanske ladje brez odpora. 
Ob 16. uri je bila uničena britanska križarka Indefatigable, več močnih zadetkov pa je prejela tudi Beattyeva poveljniška ladja Lion. Britanska eskadra se je zaradi natančnosti nemškega topništva začela oddaljevati na razdaljo več kot 17km, da bi boj čim bolj zavlekli do prihoda bojne skupine Evan-Thomasa.
Ko je Evan-Thomasova eskadra s štirimi najnovejšimi bojnimi ladjami končno ujela bojujoči se floti, so Britanci spet začeli zmanjševati razdaljo do nemške eskadre, kar je ponovno rezultiralo v natančnejšem nemškem ognju. Britansko bojno križarko Queen Mary je ob 16:25 nemška granata zadela v skladišče streliva, čemur je sledila silovita eksplozija, ki je ladjo prepolovila.

### Premik britanskega ladjevja na sever
Viceadmiral Beatty je ob 16:30 že lahko videl glavnino nemškega ladjevja (skupno 22 vojaških ladij). Proti takim silam ni imel nobenih možnosti, zato je v napad poslal svojih 10 rušilcev, sam pa floto obrnil proti severu (manever je bil končan ob 16:45). Tudi Hipper je storil enako in nad Britance poslal svojo eskadro torpednih čolnov. Nobena eskadra rušilcev pa se križarkam ni uspela približati dovolj, in je torpeda izstrelila približno iz razdalje 5km. Nato se je na sredini obeh ladjevij odvil spopad rušilcev, vsaka stran pa je izgubila po dva. En britanski torpedo je zadel nemško bojno križarko Seydlitz, ki pa je lahko nadaljevala s plovbo. Razdalja med obema ladjevjema se je iz bojazni pred torpedi tudi precej povečala.
Prav tako je prišlo do organizacijske zmede, saj so imele poveljniške ladje obeh ladjevij uničene radijske postaje, zaradi ogromne količine dima pa je bila tudi vidljivost izredno slaba. Eskadra štirih bojnih ladij Evan-Thomasa o Beattyevem pobegu na sever ni bila pravočasno obveščena, in se je med manevrom znašla pod silovitim ognjem bojnih ladij nemške glavnine, ki so prodirale proti severu.
Jellicoe, vodja Grand Fleet, ki je bil obveščen o dogajanju na jugovzhodu, je iz svojega ladjevja izločil eskadro treh hitrih bojnih križark (pod poveljstvom kontraadmirala Hooda), ki je začela pospešeno pluti proti bojišču. Zaradi napačnih podatkov o legi bojišča pa se je znašla prav na zahodnem krilu nemške flote. Hipper se je tako znašel v nevarnem položaju, saj je imel na sredini in v smeri proti desni strani eskadri Evan-Thomasa in Beattya, iz leve strani pa se mu je približevala eskadra Hooda.
Da bi preprečil katastrofo, je Hipper ob 18:00 zaukazal 180° zasuk proti jugu, da bi se priključil nemški glavnini, ki se je bližala iz ozadja. Da bi med zahtevnim manevrom zamotil nasprotnike, je v napad nanje poslal vse svoje lahke enote. Uničen je bil britanski rušilec, nemška lahka križarka Wiesbaden pa je bila onesposobljena.

### Spopad glavnine in nemški umik
Bojišču se je medtem približevala tudi glavnina britanskega ladjevja s 24 bojnimi ladjami. Jellicoe, ki zaradi komunikacijske zmede ni imel natančne predstave o poteku spopada, je bil tik pred prihodom na bojišče še vedno v pahljačasti pohodni formaciji. Moral se je odločiti med dvema taktičnima razporeditvama: brazdi proti vzhodu ali proti zahodu. Z obratom proti zahodu bi se lahko zelo približal nemški glavnini in jo s svojo premočjo poskušal popolnoma uničiti, hkrati pa bi tvegal, da manever pod močnim nemškim ognjem ne bi bil uspešno zaključen. Obrat proti vzhodu pa bi mu omogočil razporeditev sil v brazdo, ter možnost, da bi z manevrom »prečkanja T« Nemcem zaprl pot, in nanje udarili z vsem topništvom. Poleg tega bi bile pri tem manevru nemške ladje obrnjene proti sončnemu zahodu, kar bi jih naredilo bolj vidne na obzorju in bi topničarjem olajšalo merjenje. Ob 18:10 se je odločil da razvije formacijo proti vzhodu.
Medtem na nemški strani viceadmiral Scheer še vedno ni bil obveščen o nevarnosti položaja, niti o tem da je v bližini britanska glavnina. S svojimi ladjami je še naprej preganjal eskadre Beattya, Hooda in Evan-Thomasa, v smeri proti severu. Uničeni sta bili britanski oklepni križarki Defence in Warrior, v eskadri Evan-Thomasa pa je bila onesposobljena bojna ladja Warspite, ki se je zaradi bojne škode in pokvarjenega krmila umaknila iz boja. Ob 18:30 je bila v skladišče streliva zadeta Hoodova admiralska ladja Invincible, čemur je sledila silovita eksplozija, ki je ubila vso posadko z njim vred. Onesposobljena je bila tudi Hipperjeva poveljniška ladja Lützow, vendar se je Hipperju uspelo prekrcati na drugo ladjo, ladjo pa je kasneje potopila lastna posadka.
Ob istem času je Scheer končno ugotovil da ima pred sabo veliko večje britanske enote kot je mislil, poleg tega pa so bile v ugodnejšem taktičnem položaju, saj so prečkale njegovo bojno formacijo. Pod kritjem dimne zavese je ob 18:33 ukazal oster 180° zasuk v smeri proti jugu, hkrati pa so nemški torpedni čolni torpedirali britanske ladje. Zaradi slabe vidljivosti in nevarnosti torpedov Jellicoe nemške glavnine ni zasledoval, ampak je še naprej plul v smeri proti jugu, da bi Nemcem onemogočil pobeg.
Viceadmiral Scheer je zato podvomil, da je britansko ladjevje res tako močno, in je ob 18:55 ukazal ponoven obrat na severovzhod, da bi Britance presenetil, ter jim zadal dovolj škode, da bi prekinili spopad. To bi Nemcem ob kritju noči omogočilo pobeg.
Ladjevji sta kontakt ponovno vzpostavili ob 19. uri, toda tu se je ponovno ponovil položaj od prej, saj je bilo nemška bojna linija ponovno blokirana, ker so britanske ladje spet prekrižale Scheerjevo bojno linijo, kar jim je omogočilo streljanje iz vseh topov. Poleg tega so bile silhuete nemških ladij dobro vidne na sončnem zahodu, kar je britanskim topničarjem olajšalo merjenje. Ob 19:17 je Scheer ponovno ukazal 180° zasuk, tokrat proti zahodu. Umik je krila eskadra preostalih Hipperjevih bojnih križark s podporo torpednih čolnov, ki so torpedirali britansko formacijo. Tvegana akcija se je izkazala za izredno uspešno, saj nemško ladjevje kljub silovitemu ognju Britancev ni utrpelo izgub, in je uspešno izginilo v gostih oblakih dima. Tako kot prej, tudi tokrat Jellicoe nasprotnika ni zasledoval, da bi mu povzročil večje izgube. Želel se je izogniti tveganjem velikega nočnega spopada.
Jellicoe je sklepal, da bodo Nemci skušali pobegniti v smeri proti Emdnu, zato je glavnino svojega ladjevja poslal v smeri proti JZ. Scheer pa se je odločil prečkati plovno linijo Britancev, in odpluti v smeri proti JV v Wilhelmshaven. Tvegan manever se je uspešno končal, kljub temu da je ponoči prišlo še do več manjših spopadov med enotami. Jellicoe je ob 23:30 dobil od admiralitete pravilen podatek o smeri nemške plovbe, vendar ga je zaradi poprejšnjih slabih izkušenj ni upošteval. Nemci so v tej fazi izgubili oklepnico Pommern, lahke križarke Frauenlob, Elbing, Rostock in 3 torpedne čolne, Britanci pa oklepno križarko Black Prince in 5 rušilcev, več rušilcev pa je bilo tudi poškodovanih.
Ko se je ob 4:15 uri zjutraj Jellicoe zavedel, kje je nemška glavnina, je bilo že zdavnaj prepozno. Nemci so mu ušli, in so 1. junija 1916 popoldne prispeli nazaj v svoje oporišče.

## Spisek izgub ter pomen bitke za obe strani
Če se upošteva samo številke, je mogoče hitro priti do zaključka, da je nemško ladjevje doseglo zmago nad britanskim, kar je iz taktičnega stališča seveda res. Toda gledano širše, Nemcem zadani načrt ni uspel. Britansko ladjevje je lahko preneslo mnogo večje izgube, nemško ladjevje, že tako šibkejše, pa je bilo zaradi izgub še bolj prizadeto. Prav tako so imeli Nemci večje število huje poškodovanih ladij, katerih popravilo se je zavleklo za več mesecev.
Takoj po spopadu so bili Britanci sposobni v Severno morje ponovno poslati eskadro 24 bojnih ladij, Nemci pa so imeli v istem trenutku le 10 za boj popolnoma sposobnih bojnih ladij.
V mesecih po bitki se ni v strateškem smislu na morju spremenilo nič. Britanci so še vedno izvajali ekonomsko blokado Nemčije, nemške ladje pa so bile zasidrane v pristaniščih in izvajale samo omejene akcije. Nemško globokomorsko ladjevje je do konca vojne ostalo le še sredstvo pritiska na Britance, nemška pomorska strategija pa se je dokončno obrnila v smer neomejene podmorniške vojne, ki so jo v celoti začeli izvajati jeseni 1916.
Izid bitke pri Jutlandiji je tudi močno vplival na stoletja staro imperialno miselnost, da se da s pomorsko zmago dobiti vojno. Izkazalo se je, da je vojna 20. stoletja veliko kompleksnejša, in da je to vojna, v kateri lahko mornarica prispeva le večji ali manjši delež k skupni zmagi, ne more pa biti odločilni faktor.